# Midsund
Midsund este o comună din provincia Møre og Romsdal, Norvegia.